# Sabrina Buchholz
Sabrina Buchholz (Suhl, 5 de marzo de 1980) es una deportista alemana que compitió en biatlón. Ganó una medalla de oro en el Campeonato Mundial de Biatlón de 2008 y cinco medallas en el Campeonato Europeo de Biatlón entre los años 2002 y 2007.

## Palmarés internacional
| Campeonato Mundial | Campeonato Mundial      | Campeonato Mundial | Campeonato Mundial |
| Año                | Lugar                   | Medalla            | Prueba             |
| ------------------ | ----------------------- | ------------------ | ------------------ |
| 2008               | Östersund (Suecia)      | Medalla de oro     | Relevo mixto       |
| Campeonato Europeo |                         |                    |                    |
| Año                | Lugar                   | Medalla            | Prueba             |
| 2002               | Kontiolahti (Finlandia) | Medalla de oro     | Relevo             |
| 2004               | Minsk (Bielorrusia)     | Medalla de bronce  | Relevo             |
| 2005               | Novosibirsk (Rusia)     | Medalla de plata   | Individual         |
| 2006               | Langdorf (Alemania)     | Medalla de bronce  | Relevo             |
| 2007               | Bansko (Bulgaria)       | Medalla de plata   | Relevo             |